# Primarias del Partido Demócrata de 2008 en Arkansas
Las primarias demócratas de Arkansas 2008 fueron el 5 de febrero de 2008, con 35 delegados nacionales.

## Resultados
| Candidato       | Votos   | Porcentajes | Delegados |
| --------------- | ------- | ----------- | --------- |
| Hillary Clinton | 203 983 | 70.75 %     | 24        |
| Barack Obama    | 78 898  | 27.3 %      | 7         |
| John Edwards*   | 5527    | 2 %         | 0         |
| Indecisos       | 2972    | 1.09 %      | 0         |
| Total           | 273 449 | 100 %       | 28        |

* El candidato se ha retirado antes de las primarias.